# Saint-Palais-de-Phiolin
Saint-Palais-de-Phiolin è un comune francese di 239 abitanti situato nel dipartimento della Charente Marittima nella regione della Nuova Aquitania.

## Società

### Evoluzione demografica
Abitanti censiti